# Szentendre
Szentendre ([ˈsɛntɛndɾɛ], Saint-André) est une ville hongroise du département de Pest, près de la ville de Budapest.
Szentendre est réputée pour ses musées, galeries d'art et artistes. Du fait de son caractère pittoresque et de la facilité d'accès par rail et cours d'eau, elle est rapidement devenue une destination très prisée des touristes visitant Budapest, et il y a de ce fait un très grand nombre de boutiques et de restaurants ne comptant que sur les touristes étrangers.
Peuplée depuis bien plus qu'un millénaire, elle était appelée Ulcisia Castra (le château des loups) à l'époque romaine. Durant les années 1500, elle devint le centre de la communauté serbe de Hongrie.
Dans les années 1700, après la libération acquise sur les Turcs, Szentendre connut une forte immigration en provenance des Balkans, principalement de Serbie, Dalmatie, Grèce, ainsi que de Slovaquie et d'Allemagne, qui se fondit dans la masse des autochtones magyars. D'après les statistiques de 1720, 88 % des habitants de Szentendre étaient des Slaves du Sud, principalement des Serbes. Szentendre reste aujourd'hui encore un « petit morceau de Serbie » où règne une atmosphère méditerranéenne avec une architecture principalement baroque, des rues étroites et pavées, des églises de toutes confessions.

## Galerie

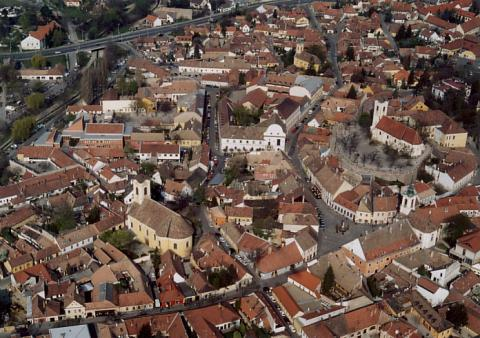
Photo aérienne
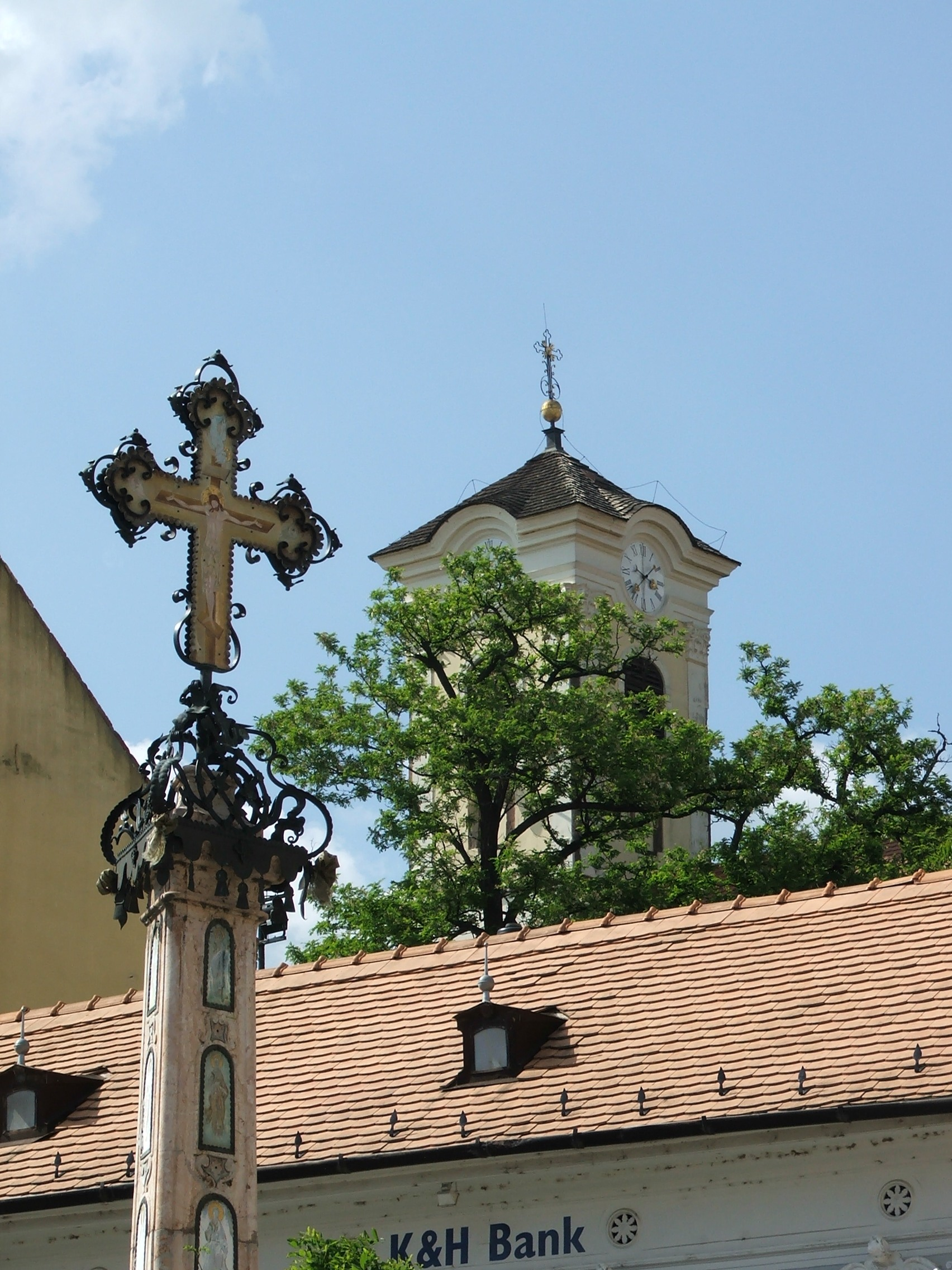
Église de Szentendre
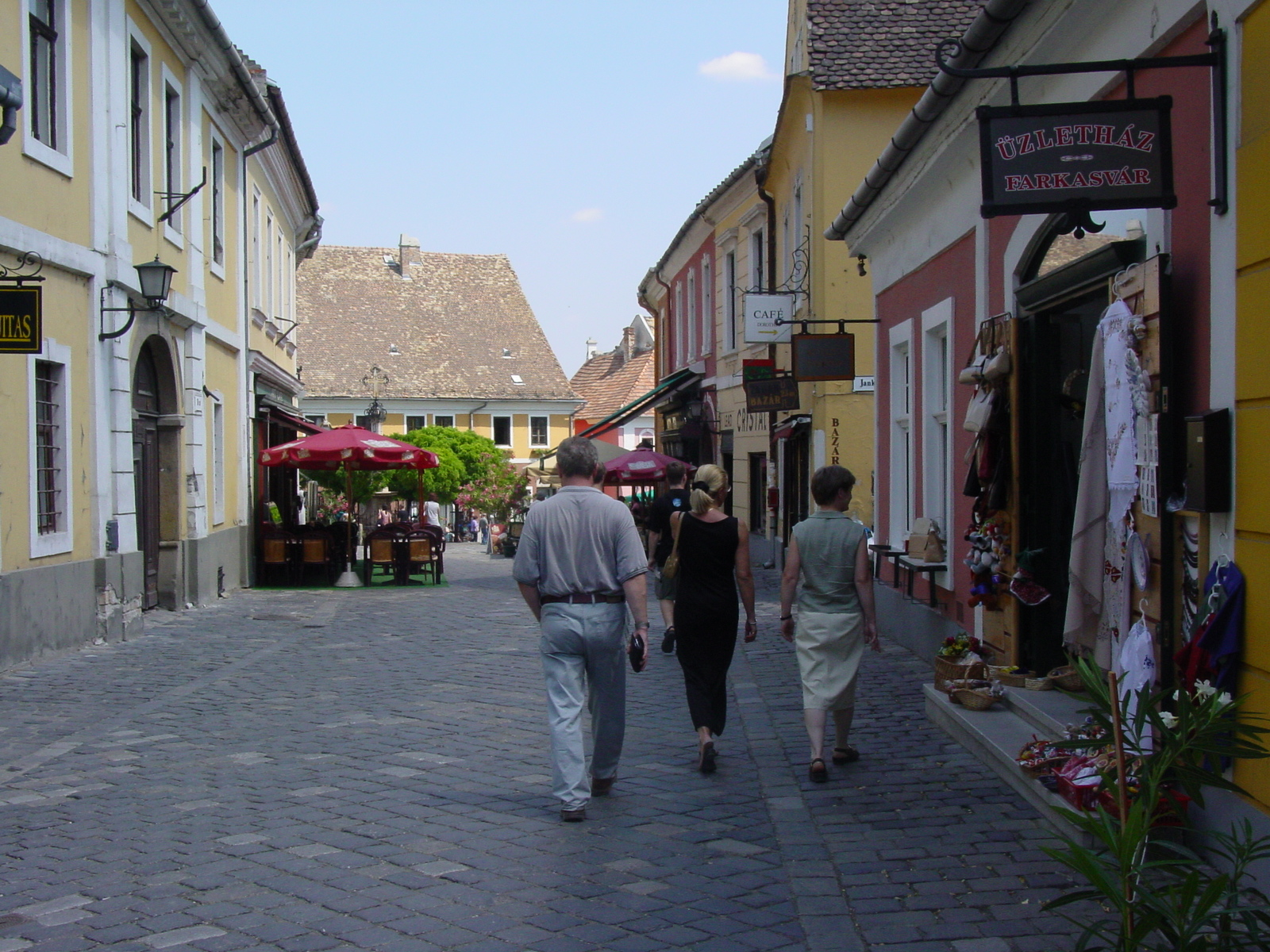
Ruelle typique de Szentendre
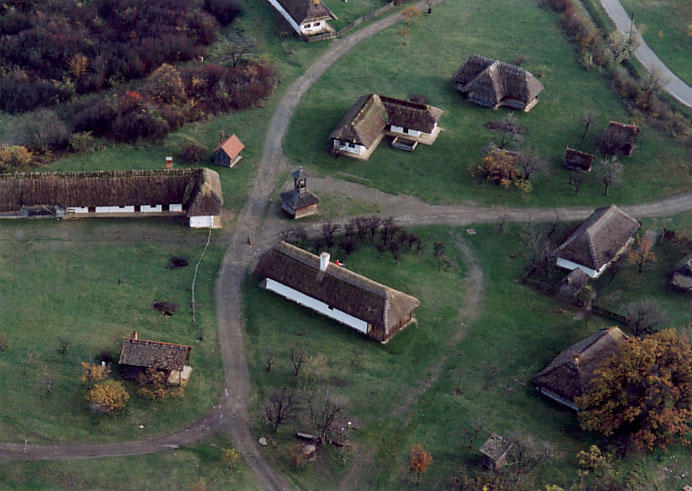
Écomusée
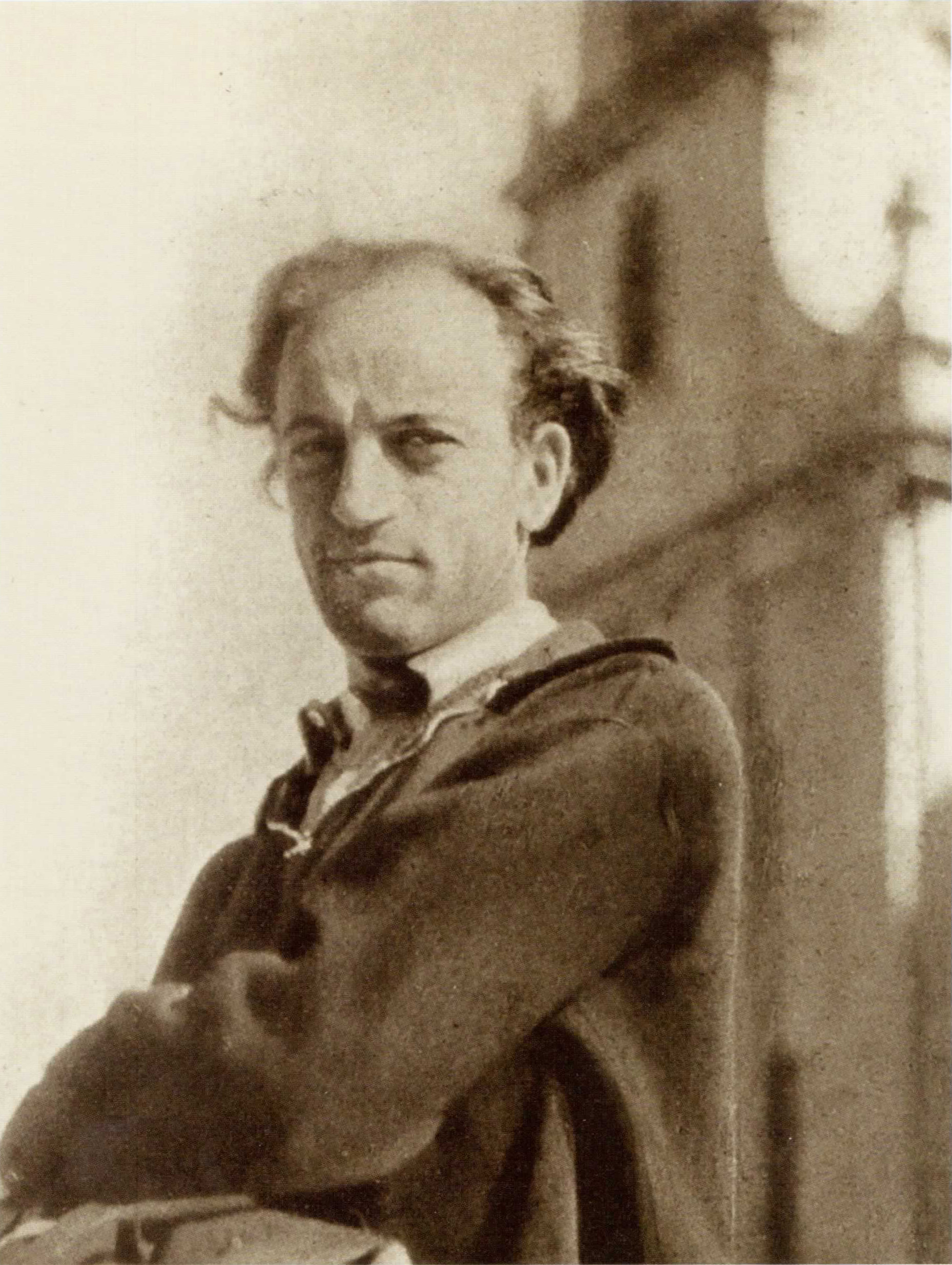
Lajos Vajda à Szentendre en 1939
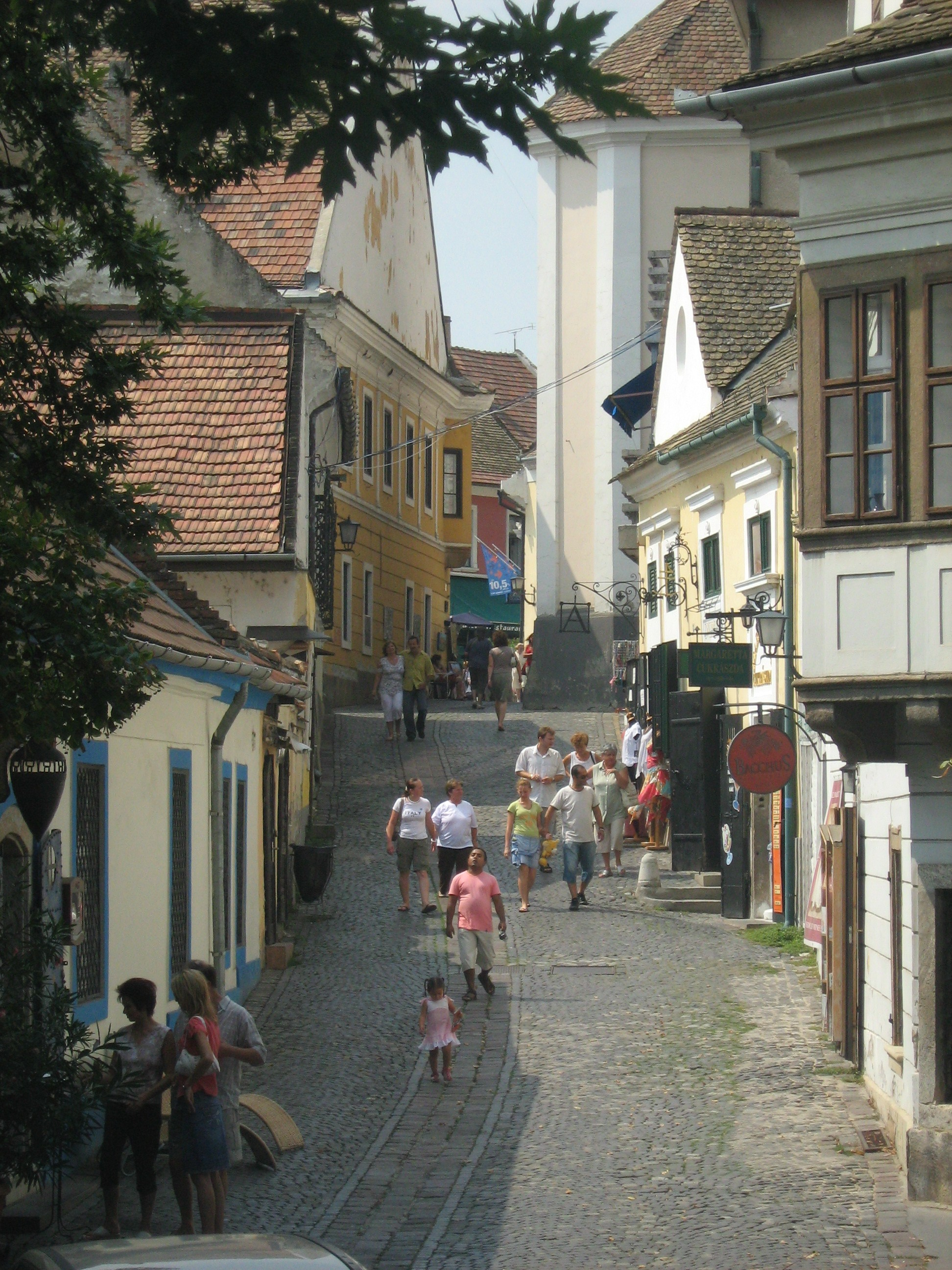
Rue Görög

## Jumelages
- Salon-de-Provence (France) depuis 1976
- Wertheim (Allemagne) depuis 1981
- Godmanchester (Royaume-Uni) depuis 1996[1]
- Gubbio (Italie) depuis 2013